# Bernhard Dinkgrefe

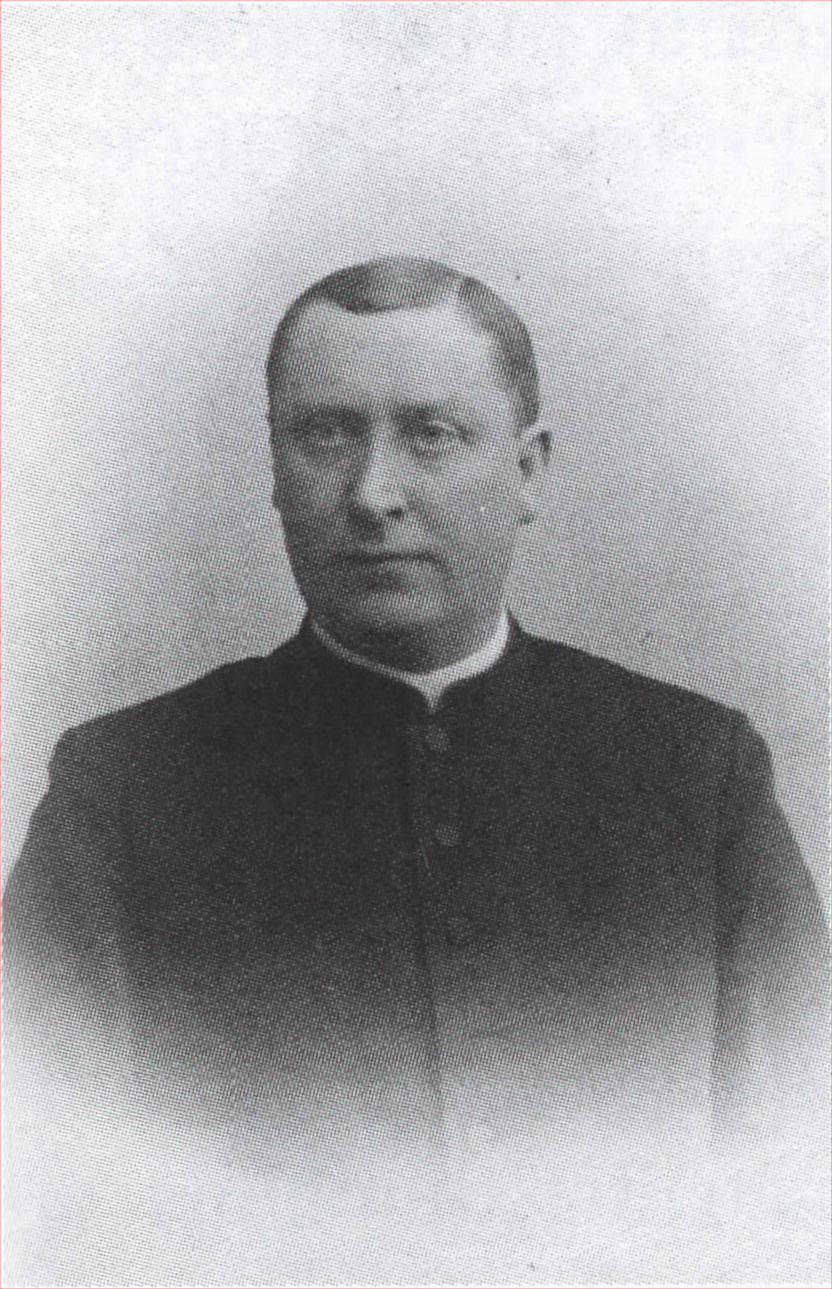
Bernhard Dinkgrefe

Johann Bernhard Dinkgrefe (auch: Bernard; * 12. Oktober 1858 in Addrup; † 8. September 1931 in Hamburg) war ein römisch-katholischer Prälat und ab 1901 Pastor primarius der Katholiken in Hamburg. Als Politiker der Zentrumspartei war er ab 1919 Mitglied der Hamburgischen Bürgerschaft und dort Vorsitzender seiner Fraktion.

## Biografie
Bernhard Dinkgrefe wurde 1858 in der Bauerschaft Addrup der Gemeinde Essen (Oldenburg) geboren. Seine Eltern waren der Landwirt Johann Heinrich Harmrolfes gen. Dinkgrefe (1833–1918) und dessen Ehefrau, Elisabeth geb. Dinkgrefe (1826–1871). Er machte 1880 sein Abitur in Vechta und studierte von 1881 bis 1886 Theologie in Innsbruck. Er war Mitglied der katholischen Studentenverbindungen VKDSt Saxonia Münster und AV Austria Innsbruck. Am 24. Februar 1886 empfing er die Priesterweihe in Osnabrück und wurde im selben Jahr Kaplan in Lathen. 1887 wechselte er zur Gemeinde St. Ansgar in Hamburg, 1891 wurde Dinkgrefe Pfarrer der Gemeinde St. Bonifatius in Hamburg-Eimsbüttel. Er wurde 1901 Pastor in St. Ansgar; im gleichen Jahr ernannte ihn der Bischof von Osnabrück Hubertus Voß zum Pastor primarius, dem „obersten Hirten“ aller Katholiken in Hamburg.
In seiner Heimatpfarrei St. Bartholomäus in Essen vermittelte Dinkgrefe zwischen den Bauerschaften Addrup und Bevern beim Streit um den Standort einer neu zu bauenden Kirche. Am 5. Dezember 1904 zelebrierte Dinkgrefe die erste heilige Messe der schließlich in Bevern errichteten Kirche St. Marien.
Dinkgrefe war politisch tätig und Mitglied der Zentrumspartei. 1919 zog er in die Hamburgische Bürgerschaft ein. Im selben Jahr wurde er Fraktionsvorsitzender und bekleidete das Amt bis zu seinem Tod. Er arbeitete in verschiedenen sozialpolitischen Bürgerschaftsausschüssen mit.
Als 1921 die Gemeinde St. Elisabeth in Hamburg-Harvestehude gegründet wurde, wurde diese Dinkgrefe übertragen. Durch das Preußenkonkordat wurde das Apostolische Vikariat des Nordens 1929 Teil des Bistums Osnabrück. Zum 1. Mai 1931 wurde in diesem Rahmen das Dekanat Hamburg gebildet, dessen erster Dechant Dinkgrefe wurde. Dieses Amt übte er bis zu seinem Tod im selben Jahr aus. Dinkgrefe wurde auf eigenen Wunsch in Bevern beigesetzt; bei seiner Beerdigung sprach Offizial Lambert Meyer.

## Ehrentitel
- 1915: Päpstlicher Geheimkämmerer
- 1923: Päpstlicher Hausprälat